# Золотой глобус (премия, 1963)
20-я церемония вручения наград премии «Золотой глобус»

5 марта 1963 года
Лучший фильм (драма): 

«Лоуренс Аравийский»
Лучший фильм (комедия): 

«Этот мех норки»
Лучший фильм (мюзикл): 

«Музыкант»
< 19-я Церемонии вручения 21-я >
20-я церемония вручения наград премии «Золотой глобус» за заслуги в области кинематографа и телевидения за 1962 год состоялась 5 марта 1963 года в Cocoanut Grove, Ambassador Hotel (Лос-Анджелес, Калифорния, США). Номинанты были объявлены 23 января 1963.

## Список лауреатов и номинантов
• Победители выделены отдельным цветом. 

### Игровое кино
| Категории                                                                                                | Лауреаты и номинанты                                                                   |
| --- | -------------------------------------------------------------------------------------- |
| Лучший фильм (драма)                                                                                     | • Лоуренс Аравийский / Lawrence of Arabia                                              |
| Лучший фильм (драма)                                                                                     | • Приключения молодого человека / Hemingway’s Adventures of a Young Man                |
| Лучший фильм (драма)                                                                                     | • Доклад Чепмена / The Chapman Report                                                  |
| Лучший фильм (драма)                                                                                     | • Дни вина и роз / Days of Wine and Roses                                              |
| Лучший фильм (драма)                                                                                     | • Фрейд: Тайная страсть / Freud: The Secret Passion                                    |
| Лучший фильм (драма)                                                                                     | • Инспектор / The Inspector / Lisa                                                     |
| Лучший фильм (драма)                                                                                     | • Самый длинный день / The Longest Day                                                 |
| Лучший фильм (драма)                                                                                     | • Сотворившая чудо / The Miracle Worker                                                |
| Лучший фильм (драма)                                                                                     | • Мятеж на «Баунти» / Mutiny on the Bounty                                             |
| Лучший фильм (драма)                                                                                     | • Убить пересмешника / To Kill a Mockingbird                                           |
| Лучший фильм (комедия)                                                                                   | • Этот мех норки / That Touch of Mink                                                  |
| Лучший фильм (комедия)                                                                                   | • Если отвечает мужчина / If a Man Answers                                             |
| Лучший фильм (комедия)                                                                                   | • Лучшие враги / The Best of Enemies / I due nemici                                    |
| Лучший фильм (комедия)                                                                                   | • Мальчики отправляются гулять / Boys' Night Out                                       |
| Лучший фильм (комедия)                                                                                   | • Период привыкания / Period of Adjustment                                             |
| Лучший фильм (мюзикл)                                                                                    | • Музыкант / The Music Man                                                             |
| Лучший фильм (мюзикл)                                                                                    | • Цыганка / Gypsy                                                                      |
| Лучший фильм (мюзикл)                                                                                    | • Джамбо Билли Роуза / Billy Rose’s Jumbo                                              |
| Лучший фильм (мюзикл)                                                                                    | • Чудесный мир братьев Гримм / The Wonderful World of the Brothers Grimm               |
| Лучший фильм (мюзикл)                                                                                    | • Девушки! Девушки! Девушки! / Girls! Girls! Girls!                                    |
| Лучший режиссёр                                                                                          | • Дэвид Лин за фильм «Лоуренс Аравийский»                                              |
| Лучший режиссёр                                                                                          | • Мортон ДаКоста — «Музыкант»                                                          |
| Лучший режиссёр                                                                                          | • Джордж Кьюкор — «Доклад Чепмена»                                                     |
| Лучший режиссёр                                                                                          | • Блейк Эдвардс — «Дни вина и роз»                                                     |
| Лучший режиссёр                                                                                          | • Джон Франкенхаймер — «Маньчжурский кандидат»                                         |
| Лучший режиссёр                                                                                          | • Джон Хьюстон — «Фрейд: Тайная страсть»                                               |
| Лучший режиссёр                                                                                          | • Стэнли Кубрик — «Лолита»                                                             |
| Лучший режиссёр                                                                                          | • Мервин Лерой — «Цыганка»                                                             |
| Лучший режиссёр                                                                                          | • Роберт Маллиган — «Убить пересмешника»                                               |
| Лучший режиссёр                                                                                          | • Мартин Ритт — «Приключения молодого человека»                                        |
| Лучший режиссёр                                                                                          | • Исмаэль Родригес — «Железные братья» (исп.)                                          |
| Лучшая мужская роль (драма)                                                                              | • Грегори Пек — «Убить пересмешника» (за роль Аттикуса Финча)                          |
| Лучшая мужская роль (драма)                                                                              | • Бобби Дарин — «Точка давления» (за роль пациента)                                    |
| Лучшая мужская роль (драма)                                                                              | • Джекки Глисон — «Жиго» (англ.)                                                       |
| Лучшая мужская роль (драма)                                                                              | • Лоуренс Харви — «Чудесный мир братьев Гримм» (за роль Вильгельма Гримма / сапожника) |
| Лучшая мужская роль (драма)                                                                              | • Берт Ланкастер — «Любитель птиц из Алькатраса» (за роль Роберта Франклина Страуда)   |
| Лучшая мужская роль (драма)                                                                              | • Джек Леммон — «Дни вина и роз» (за роль Джо Клэя)                                    |
| Лучшая мужская роль (драма)                                                                              | • Джеймс Мэйсон — «Лолита» (за роль профессора Гумберта Гумберта)                      |
| Лучшая мужская роль (драма)                                                                              | • Пол Ньюман — «Сладкоголосая птица юности» (англ.) (за роль Чэнса Уэйна)              |
| Лучшая мужская роль (драма)                                                                              | • Питер О’Тул — «Лоуренс Аравийский» (за роль Т. Э. Лоуренса)                          |
| Лучшая мужская роль (драма)                                                                              | • Энтони Куинн — «Лоуренс Аравийский» (за роль Ауды ибу Тайи)                          |
| Лучшая женская роль (драма)                                                                              | • Джеральдин Пейдж — «Сладкоголосая птица юности» (за роль Александры Дель Лаго)       |
| Лучшая женская роль (драма)                                                                              | • Энн Бэнкрофт — «Сотворившая чудо» (за роль Энн Салливан)                             |
| Лучшая женская роль (драма)                                                                              | • Бетт Дейвис — «Что случилось с Бэби Джейн?» (за роль Бэби Джейн Хадсон)              |
| Лучшая женская роль (драма)                                                                              | • Кэтрин Хепбёрн — «Долгий день уходит в ночь» (за роль Мэри Тайрон)                   |
| Лучшая женская роль (драма)                                                                              | • Глинис Джонс — «Доклад Чепмена» (за роль Терезы Харниш)                              |
| Лучшая женская роль (драма)                                                                              | • Мелина Меркури — «Федра» (англ.) (за роль Федры)                                     |
| Лучшая женская роль (драма)                                                                              | • Ли Ремик — «Дни вина и роз» (за роль Кирстен Арнесен Клэй)                           |
| Лучшая женская роль (драма)                                                                              | • Сьюзан Страсберг — «Приключения молодого человека» (за роль Розанны)                 |
| Лучшая женская роль (драма)                                                                              | • Шелли Уинтерс — «Лолита» (за роль Шарлотты Гейз)                                     |
| Лучшая женская роль (драма)                                                                              | • Сюзанна Йорк — «Фрейд: Тайная страсть» (за роль Сесили Кортнер)                      |
| Лучшая мужская роль (комедия или мюзикл)                                                                 | • Марчелло Мастроянни — «Развод по-итальянски» (за роль Фердинандо Чефалу (Фефе))      |
| Лучшая мужская роль (комедия или мюзикл)                                                                 | • Стивен Бойд — «Джамбо Билли Роуза» (за роль Сэма Роулинза)                           |
| Лучшая мужская роль (комедия или мюзикл)                                                                 | • Джимми Дуранте — «Джамбо Билли Роуза» (за роль Энтони Уондера)                       |
| Лучшая мужская роль (комедия или мюзикл)                                                                 | • Кэри Грант — «Этот мех норки» (за роль Филипа Шейна)                                 |
| Лучшая мужская роль (комедия или мюзикл)                                                                 | • Чарлтон Хестон — «Голубь, который захватил Рим» (англ.)                              |
| Лучшая мужская роль (комедия или мюзикл)                                                                 | • Карл Молден — «Цыганка» (за роль Херби Соммерса)                                     |
| Лучшая мужская роль (комедия или мюзикл)                                                                 | • Роберт Престон — «Музыкант» (за роль Гарольда Хилла)                                 |
| Лучшая мужская роль (комедия или мюзикл)                                                                 | • Альберто Сорди — «Лучшие враги» (за роль капитана Блази)                             |
| Лучшая мужская роль (комедия или мюзикл)                                                                 | • Джеймс Стюарт — «Мистер Хоббс берёт выходной» (англ.) (за роль Роджера Хоббса)       |
| Лучшая женская роль (комедия или мюзикл)                                                                 | • Розалинд Расселл — «Цыганка» (за роль Розы Ховик)                                    |
| Лучшая женская роль (комедия или мюзикл)                                                                 | • Дорис Дэй — «Джамбо Билли Роуза» (за роль Китти Уондер)                              |
| Лучшая женская роль (комедия или мюзикл)                                                                 | • Джейн Фонда — «Период привыкания» (за роль Изабель Хаверстик)                        |
| Лучшая женская роль (комедия или мюзикл)                                                                 | • Ширли Джонс — «Музыкант» (за роль Мэриан Пару)                                       |
| Лучшая женская роль (комедия или мюзикл)                                                                 | • Натали Вуд — «Цыганка» (за роль Луизы Ховик)                                         |
| Лучший актёр второго плана                                                                               | • Омар Шариф — «Лоуренс Аравийский» (за роль Шерифа Али ибн эль Кариша)                |
| Лучший актёр второго плана                                                                               | • Эд Бегли — «Сладкоголосая птица юности» (за роль Тома «Босса» Финли)                 |
| Лучший актёр второго плана                                                                               | • Виктор Буоно — «Что случилось с Бэби Джейн?» (за роль Эдвина Флэгга)                 |
| Лучший актёр второго плана                                                                               | • Гарри Гуардино — «Голубь, который захватил Рим» (за роль сержанта Джозефа Контини)   |
| Лучший актёр второго плана                                                                               | • Росс Мартин — «Эксперимент с ужасом» (англ.) (за роль Гарлэнда Хамфри «Рэда» Линча)  |
| Лучший актёр второго плана                                                                               | • Пол Ньюман — «Приключения молодого человека»                                         |
| Лучший актёр второго плана                                                                               | • Сизар Ромеро — «Если отвечает мужчина» (за роль Роберта Суана / Адама Райта)         |
| Лучший актёр второго плана                                                                               | • Телли Савалас — «Любитель птиц из Алькатраса» (за роль Фето Гомеса)                  |
| Лучший актёр второго плана                                                                               | • Питер Селлерс — «Лолита» (за роль Клэра Куилти)                                      |
| Лучший актёр второго плана                                                                               | • Харольд Дж. Стоун — «Доклад Чепмена» (за роль Фрэнка Гарнелла)                       |
| Лучшая актриса второго плана                                                                             | • Анджела Лэнсбери — «Манчжурский кандидат» (за роль миссис Элеанор Шоу Айселин)       |
| Лучшая актриса второго плана                                                                             | • Патти Дьюк — «Сотворившая чудо» (за роль Хелен Келлер)                               |
| Лучшая актриса второго плана                                                                             | • Гермиона Джинголд — «Музыкант» (за роль Эулейли Макечни Шинн)                        |
| Лучшая актриса второго плана                                                                             | • Ширли Найт — «Сладкоголосая птица юности» (за роль Хэвенли Финли)                    |
| Лучшая актриса второго плана                                                                             | • Сьюзан Конер — «Фрейд: Тайная страсть» (за роль Марты Фрейд)                         |
| Лучшая актриса второго плана                                                                             | • Габриэлла Паллотта — «Голубь, который захватил Рим» (за роль Розальбы Массимо)       |
| Лучшая актриса второго плана                                                                             | • Марта Рей — «Джамбо Билли Роуза» (за роль Лулу)                                      |
| Лучшая актриса второго плана                                                                             | • Кэй Стивенс — «Стажёры» (англ.) (за роль медсестры Диди Лумис)                       |
| Лучшая актриса второго плана                                                                             | • Джессика Тэнди — «Приключения молодого человека» (за роль миссис Адамс)              |
| Лучшая актриса второго плана                                                                             | • Тарита — «Мятеж на „Баунти“» (за роль принцессы Маймити)                             |
| Лучший дебют актёра                                                                                      | • Кир Дулли — «Дэвид и Лиза» (англ.)                                                   |
| Лучший дебют актёра                                                                                      | • Питер О’Тул — «Лоуренс Аравийский»                                                   |
| Лучший дебют актёра                                                                                      | • Омар Шариф — «Лоуренс Аравийский»                                                    |
| Лучший дебют актёра                                                                                      | • Теренс Стэмп — «Билли Бадд» (англ.)                                                  |
| Лучший дебют актёра                                                                                      | • Пол Уоллес — «Цыганка»                                                               |
| Лучший дебют актрисы                                                                                     | • Патти Дьюк — «Сотворившая чудо»                                                      |
| Лучший дебют актрисы                                                                                     | • Сью Лайон — «Лолита»                                                                 |
| Лучший дебют актрисы                                                                                     | • Рита Ташингем — «Вкус мёда»                                                          |
| Лучший дебют актрисы                                                                                     | • Далия Лави — «Две недели в другом городе» (англ.)                                    |
| Лучший дебют актрисы                                                                                     | • Джанет Марголин — «Дэвид и Лиза»                                                     |
| Лучший дебют актрисы                                                                                     | • Сюзанн Плешетт — «Римское приключение» (англ.)                                       |
| Лучшая музыка к фильму                                                                                   | • Элмер Бернстайн за музыку к фильму «Убить пересмешника»                              |
| Лучшая музыка к фильму                                                                                   | • Морис Жарр — «Лоуренс Аравийский»                                                    |
| Лучшая музыка к фильму                                                                                   | • Бронислав Капер — «Мятеж на „Баунти“»                                                |
| Лучшая музыка к фильму                                                                                   | • Франц Ваксман — «Тарас Бульба» (англ.)                                               |
| Лучшая музыка к фильму                                                                                   | • Мередит Уиллсон — «Музыкант»                                                         |
| Лучшая операторская работа (Чёрно-белый фильм)                                                           | • Анри Персен, Вальтер Воттиц, Жан Бургуэн — «Самый длинный день»                      |
| Лучшая операторская работа (Цветной фильм)                                                               |                                                                                        |
| • Фредди Янг — «Лоуренс Аравийский»                                                                      |                                                                                        |
| Лучший фильм, пропагандирующий мировое взаимопонимание (Best Film Promoting International Understanding) |                                                                                        |
| • Убить пересмешника / To Kill a Mockingbird (реж. Роберт Маллиган)                                      |                                                                                        |
| • Лучшие враги / The Best of Enemies / I due nemici (реж. Гай Хэмилтон)                                  |                                                                                        |
| • Стажёры / The Interns (реж. Дэвид Свифт)                                                               |                                                                                        |
| Лучший иностранный фильм (Samuel Goldwyn International Award)                                            | • Лучшие враги / The Best of Enemies / I due nemici (Италия)                           |
| Лучший иностранный фильм (Samuel Goldwyn International Award)                                            | • Развод по-итальянски / Divorzio all’italiana (Италия)                                |
| Лучший иностранный фильм (Samuel Goldwyn International Award)                                            | • Воскресенья в Виль-д’Эвре / Les Dimanches de Ville d’Avray (Франция)                 |
| Лучший иностранный фильм (Samuel Goldwyn International Award)                                            | • Боккаччо-70 / Boccaccio '70 (Италия)                                                 |
| Лучший иностранный фильм (Samuel Goldwyn International Award)                                            | • Железные братья / Los hermanos del hierro (Мексика)                                  |
| Лучший иностранный фильм (Samuel Goldwyn International Award)                                            | • Вкус мёда / A Taste of Honey (Великобритания)                                        |

### Телевизионные награды
| Категории                               | Лауреаты                                          | Лауреаты                                  |
| --------------------------------------- | ------------------------------------------------- | ----------------------------------------- |
| Лучшее ТВ-шоу (Best Television Program) | • Шоу Дика Пауэлла / The Dick Powell Show         | • Шоу Дика Пауэлла / The Dick Powell Show |
| Лучшое ТВ-шоу (драма)                   |                                                   |                                           |
| • Защитники / The Defenders             |                                                   |                                           |
| Лучшое ТВ-шоу (комедия)                 |                                                   |                                           |
| • Мистер Эд / Mister Ed                 |                                                   |                                           |
| Лучший телепродюсер/режиссёр            |                                                   |                                           |
|                                         | • Род Серлинг (англ.) — «Сумеречная зона» (англ.) |                                           |
| Лучший актёр на ТВ                      |                                                   |                                           |
|                                         | • Ричард Чемберлен — Доктор Килдэр (англ.)        |                                           |
| Лучшая актриса на ТВ                    |                                                   |                                           |
| Донна Рид                               | • Донна Рид — Шоу Донны Рид                       |                                           |

### Специальные награды
| Награда                                                                    | Лауреаты                    | Лауреаты                    |
| -------------------------------------------------------------------------- | --------------------------- | --------------------------- |
| Премия Сесиля Б. Де Милля (Награда за вклад в кинематограф)                |                             | • Боб Хоуп                  |
| Премия Генриетты Henrietta Award (World Film Favorites)                    |                             | • Рок Хадсон                |
| Премия Генриетты Henrietta Award (World Film Favorites)                    | • Дорис Дэй                 |                             |
| Special Achievement Award                                                  |                             | • Нэт Кинг Коул             |
| Лучшее освещение Международных новостей (Best International News Coverage) | спутник Телстар             | • Телстар                   |
| Мисс «Золотой глобус» 1963 (Символическая награда)                         |                             | • Ева Сикс (англ.) (movies) |
| Мисс «Золотой глобус» 1963 (Символическая награда)                         | • Донна Даглас (television) |                             |